# 簧椎龍屬
簧椎龍屬（學名：Calamospondylus）意為「簧管脊椎」，是獸腳亞目虛骨龍類恐龍的一屬。牠們生活於下白堊紀，化石被發現於英格蘭。
模式種是歐文氏簧椎龍（Calamospondylus oweni），是在1866年由業於古生物學家威廉·達爾文·福克斯（William Darwin Fox）所敘述、命名的，但只是根據一些破碎的化石。簧椎龍與極鱷龍及簧龍造成了很多令人混亂的分類問題；簧龍也一度被命名為「Calamospondylus」，之後被重新命名。
簧椎龍可能是種原始偷蛋龍類恐龍。

## 外部連結
- https://web.archive.org/web/20070515200330/http://www.users.qwest.net/~jstweet1/coelurosauria.htm